# Cisowa (województwo lubuskie)
Cisowa – wieś w Polsce położona w województwie lubuskim, w powiecie żarskim, w gminie Lipinki Łużyckie.
W latach 1975–1998 miejscowość administracyjnie należała do województwa zielonogórskiego.

## Zabytki
Do wojewódzkiego rejestru zabytków wpisany jest:
- dom nr 4, drewniany z końca XVIII wieku

inne zabytki:
- ślady dawnego poniemieckiego cmentarza położonego przy drodze do Grotowa, warto zobaczyć w Cisowej.